# НБА в сезоні 2003–2004
Сезон НБА 2003–2004 був 58-им сезоном в Національній баскетбольній асоціації. Переможцями сезону стали «Детройт Пістонс», які здолали у фінальній серії «Лос-Анджелес Лейкерс».

## Регламент змагання
Участь у сезоні брали 29 команд, розподілених між двома конференціями — Східною і Західною, кожна з яких у свою чергу складалася з двох дивізіонів.
По ходу регулярного сезону кожна з команд-учасниць провела по 82 гри (по 41 грі на власному майданчику і на виїзді).
До раунду плей-оф виходили по вісім найкращих команд кожної з конференцій, причому переможці дивізіонів посідали місця угорі турнірної таблиці конференції, навіть при гірших результатах, ніж у команд з інших дивізіонів, які свої дивізіони не виграли. Плей-оф відбувався за олімпійською системою, за якою найкраща команда кожної конференції починала боротьбу проти команди, яка посіла восьме місце у тій же конференції, друга команда конференції — із сьомою, і так далі. В усіх раундах плей-оф переможець кожної пари визначався в серії ігор, яка тривала до чотирьох перемог однієї з команд.
Чемпіони кожної з конференцій, що визначалися на стадії плей-оф, для визначення чемпіона НБА зустрічалися між собою у Фіналі, що складався із серії ігор до чотирьох перемог.

## Регулярний сезон
Регулярний сезон тривав з 28 жовтня 2003 – 14 квітня 2004, найкращий результат по його завершенні мали «Індіана Пейсерз».

### Підсумкові таблиці за дивізіонами
| Атлантичний                   | В  | П  | %П   | Відст | Дом   | Гост  | Див   |
| ----------------------------- | -- | -- | ---- | ----- | ----- | ----- | ----- |
| y-«Нью-Джерсі Нетс»           | 47 | 35 | .573 | –     | 28–13 | 19–22 | 18–7  |
| x-«Маямі Гіт»                 | 42 | 40 | .512 | 5     | 29–12 | 13–28 | 15–10 |
| x-«Нью-Йорк Нікс»             | 39 | 43 | .476 | 8     | 23–18 | 16–25 | 15–7  |
| x-«Бостон Селтікс»            | 36 | 46 | .439 | 11    | 19–22 | 17–24 | 14–10 |
| «Філадельфія Севенті-Сіксерс» | 33 | 49 | .402 | 14    | 21–20 | 12–29 | 10–14 |
| «Вашингтон Візардс»           | 25 | 57 | .305 | 22    | 17–24 | 8–33  | 3–21  |
| «Орландо Меджик»              | 21 | 61 | .256 | 26    | 11–30 | 10–31 | 8–16  |

| Центральний            | В  | П  | %П   | Відст | Дом   | Гост  | Див   |
| ---------------------- | -- | -- | ---- | ----- | ----- | ----- | ----- |
| y-«Індіана Пейсерз»    | 61 | 21 | .744 | –     | 34–7  | 27–14 | 20–8  |
| x-«Детройт Пістонс»    | 54 | 28 | .659 | 7     | 31–10 | 23–18 | 17–11 |
| x-«Нью-Орлінс Горнетс» | 41 | 41 | .500 | 20    | 25–16 | 16–25 | 14–14 |
| x-«Мілвокі Бакс»       | 41 | 41 | .500 | 20    | 27–14 | 14–27 | 15–13 |
| «Клівленд Кавальєрс»   | 35 | 47 | .427 | 26    | 23–18 | 12–29 | 14–14 |
| «Торонто Репторз»      | 33 | 49 | .402 | 28    | 18–23 | 15–26 | 11–17 |
| «Атланта Гокс»         | 28 | 54 | .341 | 33    | 18–23 | 10–31 | 10–18 |
| «Чикаго Буллз»         | 23 | 59 | .280 | 38    | 14–27 | 9–32  | 11–17 |

| Середньо-Західний         | В  | П  | %П   | Відст | Дом   | Гост  | Див   |
| ------------------------- | -- | -- | ---- | ----- | ----- | ----- | ----- |
| y-«Міннесота Тімбервулвз» | 58 | 24 | .707 | –     | 31–10 | 27–14 | 14–10 |
| x-«Сан-Антоніо Сперс»     | 57 | 25 | .695 | 1     | 33–8  | 24–17 | 15–9  |
| x-«Даллас Маверікс»       | 52 | 30 | .634 | 6     | 36–5  | 16–25 | 14–10 |
| x-«Мемфіс Ґріззліс»       | 50 | 32 | .610 | 8     | 31–10 | 19–22 | 12–12 |
| x-«Х'юстон Рокетс»        | 45 | 37 | .549 | 13    | 27–14 | 18–23 | 8–16  |
| x-«Денвер Наггетс»        | 43 | 39 | .524 | 15    | 29–12 | 14–27 | 11–13 |
| «Юта Джаз»                | 42 | 40 | .512 | 16    | 28–13 | 14–27 | 10–14 |

| Тихоокеанський            | В  | П  | %П   | Відст | Дом   | Гост  | Див   |
| ------------------------- | -- | -- | ---- | ----- | ----- | ----- | ----- |
| y-«Лос-Анджелес Лейкерс»  | 56 | 26 | .683 | –     | 34–7  | 22–19 | 15–9  |
| x-«Сакраменто Кінґс»      | 55 | 27 | .671 | 1     | 34–7  | 21–20 | 16–8  |
| «Портленд Трейл-Блейзерс» | 41 | 41 | .500 | 15    | 25–16 | 16–25 | 13–11 |
| «Сіетл Суперсонікс»       | 37 | 45 | .451 | 19    | 21–20 | 16–25 | 11–13 |
| «Голден-Стейт Ворріорс»   | 37 | 45 | .451 | 19    | 27–14 | 10–31 | 12–12 |
| «Фінікс Санз»             | 29 | 53 | .354 | 27    | 18–23 | 11–30 | 9–15  |
| «Лос-Анджелес Кліпперс»   | 28 | 54 | .341 | 28    | 18–23 | 10–31 | 8–16  |

### Підсумкові таблиці за конференціями
| #  | Східна                        | Східна | Східна | Східна | Східна |
| #  | Команда                       | В      | П      | %П     | Відст  |
| -- | ----------------------------- | ------ | ------ | ------ | ------ |
| 1  | z-«Індіана Пейсерз»           | 61     | 21     | .744   | –      |
| 2  | y-«Нью-Джерсі Нетс»           | 47     | 35     | .573   | 14     |
| 3  | x-«Детройт Пістонс»           | 54     | 28     | .659   | 7      |
| 4  | x-«Маямі Гіт»                 | 42     | 40     | .512   | 19     |
| 5  | x-«Нью-Орлінс Горнетс»        | 41     | 41     | .500   | 20     |
| 6  | x-«Мілвокі Бакс»              | 41     | 41     | .500   | 20     |
| 7  | x-«Нью-Йорк Нікс»             | 39     | 43     | .476   | 22     |
| 8  | x-«Бостон Селтікс»            | 36     | 46     | .439   | 25     |
|    |                               |        |        |        |        |
| 9  | «Клівленд Кавальєрс»          | 35     | 47     | .427   | 26     |
| 10 | «Торонто Репторз»             | 33     | 49     | .402   | 28     |
| 11 | «Філадельфія Севенті-Сіксерс» | 33     | 49     | .402   | 28     |
| 12 | «Атланта Гокс»                | 28     | 54     | .341   | 33     |
| 13 | «Вашингтон Візардс»           | 25     | 57     | .305   | 36     |
| 14 | «Чикаго Буллз»                | 23     | 59     | .280   | 37     |
| 15 | «Орландо Меджик»              | 21     | 61     | .256   | 39     |

| #  | Західна                   | Західна | Західна | Західна | Західна |
| #  | Команда                   | В       | П       | %П      | Відст   |
| -- | ------------------------- | ------- | ------- | ------- | ------- |
| 1  | c-«Міннесота Тімбервулвз» | 58      | 24      | .707    | –       |
| 2  | y-«Лос-Анджелес Лейкерс»  | 56      | 26      | .683    | 2       |
| 3  | x-«Сан-Антоніо Сперс»     | 57      | 25      | .695    | 1       |
| 4  | x-«Сакраменто Кінґс»      | 55      | 27      | .671    | 3       |
| 5  | x-«Даллас Маверікс»       | 52      | 30      | .634    | 6       |
| 6  | x-«Мемфіс Ґріззліс»       | 50      | 32      | .610    | 8       |
| 7  | x-«Х'юстон Рокетс»        | 45      | 37      | .549    | 13      |
| 8  | x-«Денвер Наггетс»        | 43      | 39      | .524    | 15      |
|    |                           |         |         |         |         |
| 9  | «Юта Джаз»                | 42      | 40      | .512    | 16      |
| 10 | «Портленд Трейл-Блейзерс» | 41      | 41      | .500    | 17      |
| 11 | «Сіетл Суперсонікс»       | 37      | 45      | .451    | 21      |
| 12 | «Голден-Стейт Ворріорс»   | 37      | 45      | .451    | 21      |
| 13 | «Фінікс Санз»             | 29      | 53      | .354    | 29      |
| 14 | «Лос-Анджелес Кліпперс»   | 28      | 54      | .341    | 30      |

Легенда:
- z – Найкраща команда регулярного сезону НБА
- c – Найкраща команда конференції
- y – Переможець дивізіону
- x – Учасник плей-оф

## Плей-оф
Переможці пар плей-оф позначені жирним. Цифри перед назвою команди відповідають її позиції у підсумковій турнірній таблиці регулярного сезону конференції. Цифри після назви команди відповідають кількості її перемог у відповідному раунді плей-оф. Курсивом позначені команди, які мали перевагу власного майданчику (принаймні потенційно могли провести більшість ігор серії вдома).
|  | Перший раунд        | Перший раунд         | Перший раунд            |   |                          | Півфінали конференції    | Півфінали конференції | Півфінали конференції |  |    | Фінали конференції       | Фінали конференції | Фінали конференції |  |    | Фінал НБА         | Фінал НБА | Фінал НБА |
|  |                     |                      |                         |   |                          |                          |                       |                       |  |    |                          |                    |                    |  |    |                   |           |           |
|  | E1                  | «Індіана Пейсерз»*   | 4                       |   |                          |                          |                       |                       |  |    |                          |                    |                    |  |    |                   |           |           |
|  | E8                  | «Бостон Селтікс»     | 0                       |   |                          |                          |                       |                       |  |    |                          |                    |                    |  |    |                   |           |           |
|  | E8                  | «Бостон Селтікс»     | 0                       |   | E1                       | «Індіана Пейсерз»*       | 4                     |                       |  |    |                          |                    |                    |  |    |                   |           |           |
|  |                     |                      |                         |   | E1                       | «Індіана Пейсерз»*       | 4                     |                       |  |    |                          |                    |                    |  |    |                   |           |           |
|  |                     | E4                   | «Маямі Гіт»             | 2 |                          |                          |                       |                       |  |    |                          |                    |                    |  |    |                   |           |           |
|  | E4                  | E4                   | «Маямі Гіт»             | 2 | «Маямі Гіт»              | 4                        |                       |                       |  |    |                          |                    |                    |  |    |                   |           |           |
|  | E4                  |                      |                         |   | «Маямі Гіт»              | 4                        |                       |                       |  |    |                          |                    |                    |  |    |                   |           |           |
|  | E5                  | «Нью-Орлінс Горнетс» | 3                       |   |                          |                          |                       |                       |  |    |                          |                    |                    |  |    |                   |           |           |
|  | E5                  | «Нью-Орлінс Горнетс» | 3                       |   |                          |                          |                       |                       |  | E1 | «Індіана Пейсерз»*       | 2                  |                    |  |    |                   |           |           |
|  | Східна конференція  |                      |                         |   |                          |                          |                       |                       |  | E1 | «Індіана Пейсерз»*       | 2                  |                    |  |    |                   |           |           |
|  |                     | E3                   | «Детройт Пістонс»       | 4 |                          |                          |                       |                       |  |    |                          |                    |                    |  |    |                   |           |           |
|  | E3                  | E3                   | «Детройт Пістонс»       | 4 | «Детройт Пістонс»        | 4                        |                       |                       |  |    |                          |                    |                    |  |    |                   |           |           |
|  | E3                  |                      |                         |   | «Детройт Пістонс»        | 4                        |                       |                       |  |    |                          |                    |                    |  |    |                   |           |           |
|  | E6                  | «Мілвокі Бакс»       | 1                       |   |                          |                          |                       |                       |  |    |                          |                    |                    |  |    |                   |           |           |
|  | E6                  | «Мілвокі Бакс»       | 1                       |   | E3                       | «Детройт Пістонс»        | 4                     |                       |  |    |                          |                    |                    |  |    |                   |           |           |
|  |                     |                      |                         |   | E3                       | «Детройт Пістонс»        | 4                     |                       |  |    |                          |                    |                    |  |    |                   |           |           |
|  |                     | E2                   | «Нью-Джерсі Нетс»*      | 3 |                          |                          |                       |                       |  |    |                          |                    |                    |  |    |                   |           |           |
|  | E2                  | E2                   | «Нью-Джерсі Нетс»*      | 3 | «Нью-Джерсі Нетс»*       | 4                        |                       |                       |  |    |                          |                    |                    |  |    |                   |           |           |
|  | E2                  |                      |                         |   | «Нью-Джерсі Нетс»*       | 4                        |                       |                       |  |    |                          |                    |                    |  |    |                   |           |           |
|  | E7                  | «Нью-Йорк Нікс»      | 0                       |   |                          |                          |                       |                       |  |    |                          |                    |                    |  |    |                   |           |           |
|  | E7                  | «Нью-Йорк Нікс»      | 0                       |   |                          |                          |                       |                       |  |    |                          |                    |                    |  | E3 | «Детройт Пістонс» | 4         |           |
|  |                     |                      |                         |   |                          |                          |                       |                       |  |    |                          |                    |                    |  | E3 | «Детройт Пістонс» | 4         |           |
|  |                     | W2                   | «Лос-Анджелес Лейкерс»* | 1 |                          |                          |                       |                       |  |    |                          |                    |                    |  |    |                   |           |           |
|  | W1                  | W2                   | «Лос-Анджелес Лейкерс»* | 1 | «Міннесота Тімбервулвз»* | 4                        |                       |                       |  |    |                          |                    |                    |  |    |                   |           |           |
|  | W1                  |                      |                         |   | «Міннесота Тімбервулвз»* | 4                        |                       |                       |  |    |                          |                    |                    |  |    |                   |           |           |
|  | W8                  | «Денвер Наггетс»     | 1                       |   |                          |                          |                       |                       |  |    |                          |                    |                    |  |    |                   |           |           |
|  | W8                  | «Денвер Наггетс»     | 1                       |   | W1                       | «Міннесота Тімбервулвз»* | 4                     |                       |  |    |                          |                    |                    |  |    |                   |           |           |
|  |                     |                      |                         |   | W1                       | «Міннесота Тімбервулвз»* | 4                     |                       |  |    |                          |                    |                    |  |    |                   |           |           |
|  |                     | W4                   | «Сакраменто Кінґс»      | 3 |                          |                          |                       |                       |  |    |                          |                    |                    |  |    |                   |           |           |
|  | W4                  | W4                   | «Сакраменто Кінґс»      | 3 | «Сакраменто Кінґс»       | 4                        |                       |                       |  |    |                          |                    |                    |  |    |                   |           |           |
|  | W4                  |                      |                         |   | «Сакраменто Кінґс»       | 4                        |                       |                       |  |    |                          |                    |                    |  |    |                   |           |           |
|  | W5                  | «Даллас Маверікс»    | 1                       |   |                          |                          |                       |                       |  |    |                          |                    |                    |  |    |                   |           |           |
|  | W5                  | «Даллас Маверікс»    | 1                       |   |                          |                          |                       |                       |  | W1 | «Міннесота Тімбервулвз»* | 2                  |                    |  |    |                   |           |           |
|  | Західна конференція |                      |                         |   |                          |                          |                       |                       |  | W1 | «Міннесота Тімбервулвз»* | 2                  |                    |  |    |                   |           |           |
|  |                     | W2                   | «Лос-Анджелес Лейкерс»* | 4 |                          |                          |                       |                       |  |    |                          |                    |                    |  |    |                   |           |           |
|  | W3                  | W2                   | «Лос-Анджелес Лейкерс»* | 4 | «Сан-Антоніо Сперс»      | 4                        |                       |                       |  |    |                          |                    |                    |  |    |                   |           |           |
|  | W3                  |                      |                         |   | «Сан-Антоніо Сперс»      | 4                        |                       |                       |  |    |                          |                    |                    |  |    |                   |           |           |
|  | W6                  | «Мемфіс Ґріззліс»    | 0                       |   |                          |                          |                       |                       |  |    |                          |                    |                    |  |    |                   |           |           |
|  | W6                  | «Мемфіс Ґріззліс»    | 0                       |   | W3                       | «Сан-Антоніо Сперс»      | 2                     |                       |  |    |                          |                    |                    |  |    |                   |           |           |
|  |                     |                      |                         |   | W3                       | «Сан-Антоніо Сперс»      | 2                     |                       |  |    |                          |                    |                    |  |    |                   |           |           |
|  |                     | W2                   | «Лос-Анджелес Лейкерс»* | 4 |                          |                          |                       |                       |  |    |                          |                    |                    |  |    |                   |           |           |
|  | W2                  | W2                   | «Лос-Анджелес Лейкерс»* | 4 | «Лос-Анджелес Лейкерс»*  | 4                        |                       |                       |  |    |                          |                    |                    |  |    |                   |           |           |
|  | W2                  |                      |                         |   | «Лос-Анджелес Лейкерс»*  | 4                        |                       |                       |  |    |                          |                    |                    |  |    |                   |           |           |
|  | W7                  | «Х'юстон Рокетс»     | 1                       |   |                          |                          |                       |                       |  |    |                          |                    |                    |  |    |                   |           |           |

* — переможці дивізіонів.

## Лідери сезону за статистичними показниками
| Показник                   | Гравець           | Команда                   | Результат |
| -------------------------- | ----------------- | ------------------------- | --------- |
| Очки за гру                | Трейсі Макгреді   | «Орландо Меджик»          | 28.0      |
| Підбирання за гру          | Кевін Гарнетт     | «Міннесота Тімбервулвз»   | 13.9      |
| Передачі за гру            | Джейсон Кідд      | «Нью-Джерсі Нетс»         | 9.2       |
| Перехоплення за гру        | Барон Девіс       | «Нью-Орлінс Горнетс»      | 2.36      |
| Блокування за гру          | Тео Ретліфф       | «Портленд Трейл-Блейзерс» | 3.61      |
| % влучань з гри            | Шакіл О'Ніл       | «Лос-Анджелес Лейкерс»    | .584      |
| % влучань штрафних кидків  | Предраг Стоякович | «Сакраменто Кінґс»        | .927      |
| % влучань 3-очкових кидків | Ентоні Пілер      | «Сакраменто Кінґс»        | .482      |

## Нагороди НБА

### Щорічні нагороди
- Найцінніший гравець: Кевін Гарнетт, «Міннесота Тімбервулвз»
- Новачок року: Леброн Джеймс, «Клівленд Кавальєрс»
- Найкращий захисний гравець: Рон Артест, «Індіана Пейсерз»
- Найкращий шостий гравець: Антуан Джеймісон, «Даллас Маверікс»
- Найбільш прогресуючий гравець: Зак Рендолф, «Портленд Трейл-Блейзерс»
- Тренер року: Губі Браун, «Мемфіс Ґріззліс»
- Менеджер року: Джеррі Вест, «Мемфіс Ґріззліс»
- Приз за спортивну поведінку: Пі Джей Браун, «Нью-Орлінс Горнетс»
- Нагорода Дж. Волтера Кеннеді: Реджі Міллер, «Індіана Пейсерз»

| - Перша збірна всіх зірок: - F – Кевін Гарнетт, «Міннесота Тімбервулвз» - F – Тім Данкан, «Сан-Антоніо Сперс» - C – Шакіл О'Ніл, «Лос-Анджелес Лейкерс» - G – Кобі Браянт, «Лос-Анджелес Лейкерс» - G – Джейсон Кідд, «Нью-Джерсі Нетс» | - Друга збірна всіх зірок: - F – Предраг Стоякович, «Сакраменто Кінґс» - F – Джермейн О'Ніл, «Індіана Пейсерз» - C – Бен Воллес, «Детройт Пістонс» - G – Трейсі Макгреді, «Орландо Меджик» - G – Сем Касселл, «Міннесота Тімбервулвз» | - Третя збірна всіх зірок - F – Рон Артест, «Індіана Пейсерз» - F – Дірк Новіцкі, «Даллас Маверікс» - C – Яо Мін, «Х'юстон Рокетс» - G – Майкл Редд, «Мілвокі Бакс» - G – Барон Девіс, «Нью-Орлінс Горнетс» |

| - Перша збірна всіх зірок захисту: - F – Рон Артест, «Індіана Пейсерз» - F – Кевін Гарнетт, «Міннесота Тімбервулвз» - C – Бен Воллес, «Детройт Пістонс» - G – Брюс Боуен, «Сан-Антоніо Сперс» - G – Кобі Браянт, «Лос-Анджелес Лейкерс» | - Друга збірна всіх зірок захисту - F – Андрій Кириленко, «Юта Джаз» - F – Тім Данкан, «Сан-Антоніо Сперс» - C – Тео Ретліфф, «Портленд Трейл-Блейзерс» - G – Даг Крісті, «Сакраменто Кінґс» - G – Джейсон Кідд, «Нью-Джерсі Нетс» |

| - Перша збірна новачків: - Леброн Джеймс, «Клівленд Кавальєрс» - Кармело Ентоні, «Денвер Наггетс» - Двейн Вейд, «Маямі Гіт» - Кріс Бош, «Торонто Репторз» - Кірк Гайнріх, «Чикаго Буллз» | - Друга збірна новачків: - Юдоніс Гаслем, «Маямі Гіт» - Маркіз Деніелс, «Даллас Маверікс» - Джервіс Гейз, «Вашингтон Візардс» - Джош Говард, «Даллас Маверікс» - Т. Дж. Форд, «Мілвокі Бакс» |

### Гравець місяця
| Місяць             | Східна конференція                         | Західна конференція                           |
| ------------------ | ------------------------------------------ | --------------------------------------------- |
| жовтень – листопад | Барон Девіс («Нью-Орлінс Горнетс») (1/1)   | Предраг Стоякович («Сакраменто Кінґс») (1/1)  |
| грудень            | Джермейн О'Ніл («Індіана Пейсерз») (1/1)   | Кевін Гарнетт («Міннесота Тімбервулвз») (1/4) |
| січень             | Майкл Редд («Мілвокі Бакс») (1/1)          | Кевін Гарнетт («Міннесота Тімбервулвз») (2/4) |
| лютий              | Кеньйон Мартін («Нью-Джерсі Нетс») (1/1)   | Кевін Гарнетт («Міннесота Тімбервулвз») (3/4) |
| березень           | Ламар Одом («Маямі Гіт») (1/1)             | Кобі Браянт («Лос-Анджелес Лейкерс») (1/1)    |
| квітень            | Джамал Маглор («Нью-Орлінс Горнетс») (1/1) | Кевін Гарнетт («Міннесота Тімбервулвз») (4/4) |

### Новачок місяця
| Місяць             | Східна конференція                         | Західна конференція                     |
| ------------------ | ------------------------------------------ | --------------------------------------- |
| жовтень – листопад | Леброн Джеймс («Клівленд Кавальєрс») (1/6) | Кармело Ентоні («Денвер Наггетс») (1/6) |
| грудень            | Леброн Джеймс («Клівленд Кавальєрс») (2/6) | Кармело Ентоні («Денвер Наггетс») (2/6) |
| січень             | Леброн Джеймс («Клівленд Кавальєрс») (3/6) | Кармело Ентоні («Денвер Наггетс») (3/6) |
| лютий              | Леброн Джеймс («Клівленд Кавальєрс») (4/6) | Кармело Ентоні («Денвер Наггетс») (4/6) |
| березень           | Леброн Джеймс («Клівленд Кавальєрс») (5/6) | Кармело Ентоні («Денвер Наггетс») (5/6) |
| квітень            | Леброн Джеймс («Клівленд Кавальєрс») (6/6) | Кармело Ентоні («Денвер Наггетс») (6/6) |

### Тренер місяця
| Місяць             | Східна конференція                      | Західна конференція                          |
| ------------------ | --------------------------------------- | -------------------------------------------- |
| жовтень – листопад | Рік Карлайл («Індіана Пейсерз») (1/1)   | Філ Джексон («Лос-Анджелес Лейкерс») (1/1)   |
| грудень            | Байрон Скотт («Нью-Джерсі Нетс») (1/1)  | Грегг Попович («Сан-Антоніо Сперс») (1/1)    |
| січень             | Ларрі Браун («Детройт Пістонс») (1/2)   | Рік Аделмен («Сакраменто Кінґс») (1/1)       |
| лютий              | Лоуренс Френк («Нью-Джерсі Нетс») (1/1) | Губі Браун («Мемфіс Ґріззліс») (1/2)         |
| березень           | Стен Ван Ганді («Маямі Гіт») (1/1)      | Губі Браун («Мемфіс Ґріззліс») (2/2)         |
| квітень            | Ларрі Браун («Детройт Пістонс») (2/2)   | Фліп Сондерс («Міннесота Тімбервулвз») (1/1) |